# عبدالله ابن همام سلولی
عبدالله بن هَمام بن نبیشه بن ریاح السَلولی هوازنی (۲۰ هجری قمری - ۹۸ هجری قمری / ۶۴۰ میلادی - ۷۱۶ میلادی) از شاعران عرب قرن نخست هجری (دورهٔ خلافت بنی امیه) و معاصر معاویه و یزید بود. ابن سلام الجمهی او را در ردهٔ پنجم شعرای اسلامی قرار داد.
او اشعار زیادی در مدح یزید بن معاویه دارد.